# Valdes Pasolini
Valdes Pasolini (San Marino, 3 giugno 1962) è un ex calciatore sammarinese, di ruolo attaccante.

## Carriera

### Club
Ha giocato per 21 anni (dal 1984 al 2005) per il Cosmos.

### Nazionale
Con la maglia del San Marino ha totalizzato, tra il 1990 e il 1996, 14 presenze segnando una rete contro la Romania, nelle qualificazioni per l'Europeo 1992.

## Statistiche

### Cronologia presenze e reti in nazionale
| Cronologia completa delle presenze e delle reti in nazionale ― San Marino | Cronologia completa delle presenze e delle reti in nazionale ― San Marino | Cronologia completa delle presenze e delle reti in nazionale ― San Marino | Cronologia completa delle presenze e delle reti in nazionale ― San Marino | Cronologia completa delle presenze e delle reti in nazionale ― San Marino | Cronologia completa delle presenze e delle reti in nazionale ― San Marino | Cronologia completa delle presenze e delle reti in nazionale ― San Marino | Cronologia completa delle presenze e delle reti in nazionale ― San Marino |
| Data                                                                      | Città                                                                     | In casa                                                                   | Risultato                                                                 | Ospiti                                                                    | Competizione                                                              | Reti                                                                      | Note                                                                      |
| ------------------------------------------------------------------------- | ------------------------------------------------------------------------- | ------------------------------------------------------------------------- | ------------------------------------------------------------------------- | ------------------------------------------------------------------------- | ------------------------------------------------------------------------- | ------------------------------------------------------------------------- | ------------------------------------------------------------------------- |
| 14-11-1990                                                                | Serravalle                                                                | San Marino                                                                | 0 – 4                                                                     | Svizzera                                                                  | Qual. Euro 1992                                                           | -                                                                         |                                                                           |
| 5-12-1990                                                                 | Bucarest                                                                  | Romania                                                                   | 6 – 0                                                                     | San Marino                                                                | Qual. Euro 1992                                                           | -                                                                         | 85’                                                                       |
| 27-3-1991                                                                 | Serravalle                                                                | San Marino                                                                | 1 – 3                                                                     | Romania                                                                   | Qual. Euro 1992                                                           | 1                                                                         | 88’                                                                       |
| 1-5-1991                                                                  | Serravalle                                                                | San Marino                                                                | 0 – 2                                                                     | Scozia                                                                    | Qual. Euro 1992                                                           | -                                                                         | 77’                                                                       |
| 22-5-1991                                                                 | Serravalle                                                                | San Marino                                                                | 0 – 3                                                                     | Bulgaria                                                                  | Qual. Euro 1992                                                           | -                                                                         | 62’                                                                       |
| 5-6-1991                                                                  | San Gallo                                                                 | Svizzera                                                                  | 7 – 0                                                                     | San Marino                                                                | Qual. Euro 1992                                                           | -                                                                         |                                                                           |
| 16-10-1991                                                                | Sofia                                                                     | Bulgaria                                                                  | 4 – 0                                                                     | San Marino                                                                | Qual. Euro 1992                                                           | -                                                                         | 43’                                                                       |
| 13-11-1991                                                                | Glasgow                                                                   | Scozia                                                                    | 4 – 0                                                                     | San Marino                                                                | Qual. Euro 1992                                                           | -                                                                         | 67’                                                                       |
| 19-2-1992                                                                 | Bologna                                                                   | Italia                                                                    | 4 – 0                                                                     | San Marino                                                                | Amichevole                                                                | -                                                                         | 46’                                                                       |
| 9-9-1992                                                                  | Oslo                                                                      | Norvegia                                                                  | 10 – 0                                                                    | San Marino                                                                | Qual. Mondiali 1994                                                       | -                                                                         | 46’                                                                       |
| 2-6-1996                                                                  | Serravalle                                                                | San Marino                                                                | 0 – 5                                                                     | Galles                                                                    | Qual. Mondiali 1998                                                       | -                                                                         | 71’                                                                       |
| 31-8-1996                                                                 | Cardiff                                                                   | Galles                                                                    | 6 – 0                                                                     | San Marino                                                                | Qual. Mondiali 1998                                                       | -                                                                         | 79’                                                                       |
| 9-10-1996                                                                 | Serravalle                                                                | San Marino                                                                | 0 – 5                                                                     | Belgio                                                                    | Qual. Mondiali 1998                                                       | -                                                                         | 52’                                                                       |
| 10-11-1996                                                                | Istanbul                                                                  | Turchia                                                                   | 7 – 0                                                                     | San Marino                                                                | Qual. Mondiali 1998                                                       | -                                                                         | 72’                                                                       |
| Totale                                                                    |                                                                           | Presenze                                                                  | 14                                                                        |                                                                           | Reti                                                                      | 1                                                                         |                                                                           |

| Cronologia completa delle presenze e delle reti in nazionale (partite non ufficiali) ― San Marino | Cronologia completa delle presenze e delle reti in nazionale (partite non ufficiali) ― San Marino | Cronologia completa delle presenze e delle reti in nazionale (partite non ufficiali) ― San Marino | Cronologia completa delle presenze e delle reti in nazionale (partite non ufficiali) ― San Marino | Cronologia completa delle presenze e delle reti in nazionale (partite non ufficiali) ― San Marino | Cronologia completa delle presenze e delle reti in nazionale (partite non ufficiali) ― San Marino | Cronologia completa delle presenze e delle reti in nazionale (partite non ufficiali) ― San Marino | Cronologia completa delle presenze e delle reti in nazionale (partite non ufficiali) ― San Marino |
| Data                                                                                              | Città                                                                                             | In casa                                                                                           | Risultato                                                                                         | Ospiti                                                                                            | Competizione                                                                                      | Reti                                                                                              | Note                                                                                              |
| ------------------------------------------------------------------------------------------------- | ------------------------------------------------------------------------------------------------- | ------------------------------------------------------------------------------------------------- | ------------------------------------------------------------------------------------------------- | ------------------------------------------------------------------------------------------------- | ------------------------------------------------------------------------------------------------- | ------------------------------------------------------------------------------------------------- | ------------------------------------------------------------------------------------------------- |
| 28-3-1996                                                                                         | Serravalle                                                                                        | San Marino                                                                                        | 0 – 1                                                                                             | Canada                                                                                            | Amichevole                                                                                        | -                                                                                                 | 46’                                                                                               |
| 16-9-1987                                                                                         | Aleppo                                                                                            | Libano                                                                                            | 0 – 0                                                                                             | San Marino                                                                                        | X Giochi del Mediterraneo                                                                         | -                                                                                                 | 46’                                                                                               |
| 18-9-1987                                                                                         | Aleppo                                                                                            | Siria                                                                                             | 3 – 0                                                                                             | San Marino                                                                                        | X Giochi del Mediterraneo                                                                         | -                                                                                                 |                                                                                                   |
| 20-9-1987                                                                                         | Aleppo                                                                                            | San Marino                                                                                        | 0 – 4                                                                                             | Turchia                                                                                           | X Giochi del Mediterraneo                                                                         | -                                                                                                 | 46’                                                                                               |
| Totale                                                                                            |                                                                                                   | Presenze                                                                                          | 4                                                                                                 |                                                                                                   | Reti                                                                                              | 0                                                                                                 |                                                                                                   |